# Пантеліс Джордж Зографос
Пантеліс Джордж Зографос (грец. Παντελής Γιώργος Ζωγράφος, 1878–1935) —  грецький художник, іконописець, дідусь відомого сучасного художника  Пантеліса Зографоса.

## Біографія
Пантеліс Зографос народився в портовому місті Кімі на острові Евбея , Греція в 1878 році. Його батько, Джордж Зографос і його дід Пантолеон Зографос обидва були іконописцями. Молодий Пантеліс виріс в районі Плака старих Афін навколо декількох поколінь іконописців. Він часто супроводжував свого батька в поїздках для відновлення  ікон у монастирях і церквах Греції. Він зацікавився  візантійської культурою. Вивчав  візантійську культуру і отримав диплом в  Школі витончених мистецтв в Афінах.
У 1897 році він повернувся до  Евбеї і почав працювати іконописцем в невеликій церкві в селі Oxylithos. Де незабаром одружився з молодшою дочкою священика. У них було п'ятеро дітей.
Пантеліс продовжував працювати і подорожувати.
У 1902 році він знаходиться на Афоні. Після короткої перерви разом з сім'єю він їде до  Росії, де вивчає візантійське мистецтво. Через два роки він повертається і працює над іконами  Святої Варвари, Святого Афанасія і  Таємної Вечері. У 1912 році він їде до  Єгипту, де читає лекції. В Єгипті у нього було кілька виставок.
Між 1920 і 1925 роками він був призначений вчителем малювання в середній школі в Спарті. 1926 року він отримує посаду вчителя в Каламбака в середній школі, що надає йому можливість працювати в монастирях регіону Метеори.
У 1927 році він займає посаду професора візантійського мистецтва і культури в Сіті Коледжі в Нью-Йорку, пише незалежні статті і виставляє свої роботи.
Він повертається до  Греції в 1933 році, малює для колекціонерів, а також працює над виробництвом  фресок для церков.
У 1935 році під час роботи у  церкві Святої Марини в  Афінах він помер у віці 57 років.